# حل لغز مارفل
التحقيق في لغز مارفل هي لعبة فيديو تم إصدارها بواسطة دي ثري بوبليشرو وسائل ترفيه مارفل في 3 أكتوبر 2013، وتم تطويرها بواسطة استديوهات ديميورج. الدفعة الرابعة في سلسلة التحقيق في اللغز، هي لعبة معركة ألغاز على غرار لعبة بيجويلد ستايلمجانية للعب بثلاث مباريات في عالم مارفل، وتضم 260 شخصية من مارفل قابلة للعب، وقابلة للفتح، وقابلة للتجنيد.
متاحه مجانًا على الاب ستور لنظام التشغيل اي او اس وقوقل بلاي لنظام اندرويد وستيم لنظام التشغيل مايكروسوفت ويندوز. تم إصدار منفذ عالي الدقة للعبة تم تطويره بواسطة تقنيات واي فورووردعلى بلاي ستيشن 3و بلايستيشن 4و اكس بوكس 360في عام 2015؛ واكس بوكس ون في عام 2016. تم إصدار اللعبة على امازون كيندل في عام 2016.

## اللعبة
يجمع اللاعبون فريقًا من ثلاثة أبطال خارقين من مارفل أو أشرار خارقين من قصص مختلفة، ويتحكمون في الفريق ضد فريق يضم ما يصل إلى ثلاثة أبطال خارقين أو أبطال خارقين آخرين في المعارك الثلاثية المبنية على أساس الأدوار. تلحق كل مباراة مرمزة بالألوان ضررًا لخصم اللاعب، أثناء إنشاء نقاط عمل يمكنها اكتساب مهارات خاصة. تختفي الأحجار الكريمة ويتم تجديدها من الأعلى عند مطابقتها. عند التطابق، تمنح الألوان الستة للأحجار الكريمة الموجودة على اللوحة طاقة يمكن استخدامها لتنفيذ حركات خاصة. يتاجر اللاعبون بالضربات ذهابًا وإيابًا حتى يتم إسقاط أحدهم. عندما يتم إسقاط جميع الأعداء، تنتهي المعركة الكشف عن مكافأة للفائز: إحدى العملات داخل اللعبة أو التعزيزات الخاصة أو الشخصية الجديدة. يمكن إضافة هذه الشخصية إلى قائمتك. إذا كان مكررًا، فسيصبح غطاءًا لمستوى أعلى. يربح اللاعبون نقاطًا من خلال الفوز في المعارك، ثم تطبيق النقاط لفتح هجمات جديدة ورفع المستوى. اللوحة تكتيكية للغاية، مع ما يصل إلى ست من الاعتبارات المحتملة خارج أفضل مباراة في أي نقطة معينة.
هناك نمطان رئيسيان: القصة ووضع اللعب المتعدد، حيث يمكن للاعبين القتال ضد فرق أخرى يتحكم فيها الذكاء الاصطناعي للعبة. اللعبة مجانية، مع فرص لشراء مستويات أعلى أو شخصيات جديدة. يمكن أيضًا الحصول على شخصيات جديدة وحزمة من أي أو اس وعملات البطل وعناصر أخرى من خلال إعادة تشغيل المستويات القديمة. مع توسع قائمة اللاعب، تتوسع أيضًا إمكانيات تكوين الفريق واختيار المهارات.
يجمع اللاعب أغلفة الكتب المصورة داخل اللعبة لفتح شخصيات جديدة وتطوير الشخصيات الموجودة. تحتوي كل شخصية على مجموعة من أغلفة الكتب المصورة الحقيقية المرتبطة بها، والتي تمثل قدرات الشخصية وتسمح للاعب بتطوير قدرات الشخصية أو رفع مستواها. في يوليو 2014، تم تقديم تيم-ابس، مما يسمح للاعب بالقتال بقدرات تستخدم مرة واحدة من شخصيات ليست جزءًا من فرق اللاعب. يتم تصنيف الشخصيات في مستويات مختلفة باستخدام النجوم. وهي تتراوح بين شخصيات نجمة واحدة وهي الشخصيات الأضعف إلى الشخصيات ذات الخمس نجوم والتي هي الأقوى.

## ملخص
تتضمن القصة مادة جديدة قوية تسمى أي اس أو-8ومحاولات نورمان أوزبورن لتحل محل شيلد. هناك خمس مهام لإيقاف أوزبورن في فورة الإرهاب العالمية. تستند القصة الأصلية إلى قصة العصر المظلموكتبها فرانك تيري وأليكس إيرفين. كتب إيرفين أيضًا أحداثًا عن لاعب آخر في مواجهة البيئة في اللعبة، مثل «ويبد وندر»، حيث يتعاون سبايدرمان مع البطة هواردلمعرفة مكان وجود العمة ماي.

## الشخصيات
تتميز اللعبة بمجموعة من أبطال وأشرار مارفل الكلاسيكيين، بما في ذلك سبايدرمانو كابتن امريكا ووولفرين والرجل الحديدي وثور والارملة السوداء وستورم وماجنيتو، إلى جانب شخصيات أقل شهرة مثل حجر القمر. احتفالًا بالذكرى السنوية الأولى للعبة تمت إضافة الهة الرعد، النسخة النسائية من ثور، في 17 أكتوبر 2014، مما يجعل التحقيق في لغز مارفل أول لعبة فيديو تتميز بالشخصية. تمت إضافة الدايناصور الشيطان أيضًا كشخصية قابلة للعب في الذكرى السنوية، عبر حزمة الذكرى السنوية وكمكافأة يومية لأولئك الذين كانوا يلعبون لأكثر من 365 يومًا. الشخصيات الأخرى التي تمت إضافتها منذ بداية اللعبة تشمل بليد في أكتوبر 2014  وسايكلوبس في فبراير 2015. ظهرت كامالا خان، التي تم الإعلان عنها كشخصية جديدة من مارفل في نوفمبر 2013 وهي أول بطل خارق مسلم يقود سلسلة كتب فكاهية، في اللعبة. تلقت اللعبة بثبات شخصيتين جديدتين كل شهر. اعتبارًا من أبريل 2022، هناك 260 شخصية في اللعبة بما في ذلك 8 شخصية بنجمة واحدة و 14 نجمتين و 47 شخصية من فئة الثلاث نجوم و 123 شخصية من فئة الأربع نجوم و 68 شخصية من فئة الخمس نجوم.
تم إنشاء ثلاثة أشكال مختلفة من الشخصيات الحالية خصيصًا للعبة: بيقي كارتر الذي أصبح كابتن أمريكا، وحصل في النهاية على نسخة كاريكاتورية كجزء من المنفيين،  ونسخة متحركة في عرض ماذا لو ؟؛  ولفيرين (ساموراي ديكن)، حيث يأخذ ابن ولفرين الاسم الحركي لوالده كتكفير عن قتله؛  وديدبول (روح الانتقام)، ديدبول أصبح شبح رايدر.

## التاريخ والتنمية
أول لعبة في حل الالغاز: تحدي امراء الحرب، تم تصميمها من قبل مصمم الألعاب الأسترالي ستيف فوكنر، المصمم الأصلي لسلسلة ألعاب الكمبيوتر امراء الحرب، التي أنشأها في عام 1989. في إنشاء حل الالغاز، استوحى فوكنر من حبه للعبة فيديو ألغاز مطابقة البلاط بيجويلد. تم اختيار تحدي امراء الحرب بواسطة دي ثري بوبليشروتم إصدارها في 20 مارس 2007، من أجل نينتيندو دي اس وبلايستيشن بورتيبل. لقد كان نجاحًا فوريًا، حيث فازت بجائزة أكاديمية الفنون والعلوم التفاعلية لعام 2008 عن لعبة العام القابلة للتنزيل. تم ترشيحها أيضًا لجائزة أفضل لعبة محمولة لهذا العام. تم اتباع إصدارات اكس بوكس لايف اركيد ووي وويندوز وبلايستيشن 2 والجوال في وقت لاحق من ذلك العام. تم إصداره لـ بلايستيشن 3و اي اوس في أواخر عام 2008.
تم إطلاق حل لغز مارفل في جميع أنحاء العالم بواسطة دي ثري بوبليشر ومارفل انترتينمنت في 3 أكتوبر 2013. كانت هذه هي اللعبة الثانية التي تم تطويرها داخليًا بواسطة استديوهات ديمورج. كانت اللعبة في الأصل تحمل عنوان حل لغز مارفل: العصر المظلم، قبل إسقاط العنوان الفرعي «العصر المظلم» بعد تحديث يوليو 2014. صرح دي ثري بوبليشر أن العنوان المنقح يدل على بداية توسع اللعبة إلى ما بعد قصة «العصر المظلم».
في 18 فبراير 2015، استحوذت شبكة سيجا على استديوهات ديمورج، لكن الاستحواذ لم يشمل حقوق حل لغز مارفل.

## استقبال نقدي
صنفت اي جي ان اللعبة على أنها 9.1 من 10، وكتبت، «لقد اتخذت حل لغز مارفل فكرة لعبة ألغاز مع تراكب عنصر إستراتيجي / لعب الأدوار، وحولتها إلى تجربة عميقة بشكل ملحوظ ومصممة بشكل معقد». وأضافت أي جي ان أن اللعبة «مقنعة على كل مستوى» مع «تحديات وأهداف مستمرة للعمل على تحقيقها». منحتها توتش اركيد أربعة من أصل خمسة نجوم، واصفة إياها بأنها «إلزامية وقابلة للعب بشكل مقزز» وكتبت أنه بالمقارنة مع ألعاب حل اللغز الأخرى، فإن حل لغز مارفل محسوبة واستراتيجية أكثر، مع التركيز على قتال الفريق بدلاً من القتال الفردي. حصلت اللعبة على تصنيف 74 في ميتاكريتك. قالت ماكلايف إنها «تقوم بعمل جيد في إضفاء الإثارة على نوع المباراة الثلاثة لعشاق القصص المصورة».
حل لغز مارفل هي جائزة تابي اوارد لأفضل تطبيقات وألعاب اندرويد لعام 2014 في فئة اللعبة: الغاز بطاقات وعائلة.
كتب بيتر روبن،  محرر مساهم في مجلة وايرد، مقالة طويلة عن اللعبة بعد 7 سنوات من إصدارها، قد تكون لعبة حل لغز مارفل هي لعبتي إلى الابد 